# Mistrzostwa świata w narciarstwie dowolnym

Mistrzostwa świata w narciarstwie dowolnym – impreza organizowana przez FIS dla narciarzy dowolnych z całego świata. Pierwsze mistrzostwa świata w snowboardzie odbyły się w styczniu 1986 r. we francuskim Tignes. Następne mistrzostwa odbyły się trzy lata później (w 1989 r.) i od tej pory rozgrywane są co dwa lata.
Na pierwszych mistrzostwach świata rozegrano zawody w czterech konkurencjach, były to: jazda po muldach, skoki akrobatyczne, balet narciarski oraz kombinacja. Od 1995 r. zarzucono rozgrywanie kombinacji, a cztery lata później zrezygnowano z baletu narciarskiego. Od 1999 r. rozgrywane są zawody w jeździe po muldach podwójnych, a od 2005 r. wprowadzono dwie nowe konkurencje: skicross i half-pipe. Sześć lat później wprowadzono slopestyle, a w 2019 roku dodano także Big Air. Obecnie program mistrzostw świata w narciarstwie dowolnym składa się więc z siedmiu konkurencji: skoków akrobatycznych, jazdy po muldach, jazdy po muldach podwójnych, skicrossu, halfpipe'a, slopestyle'u i Big Air.
Począwszy od 2015 r. mistrzostwa świata w narciarstwie dowolnym rozgrywane są równolegle z mistrzostwami świata w snowboardzie jako mistrzostwa świata w narciarstwie dowolnym i snowboardingu.

## Organizatorzy
- 1986 –  Tignes, Francja
- 1989 –  Oberjoch, RFN
- 1991 –  Lake Placid, USA
- 1993 –  Altenmarkt, Austria
- 1995 –  La Clusaz, Francja
- 1997 –  Iizuna, Japonia
- 1999 –  Meiringen-Hasliberg, Szwajcaria
- 2001 –  Whistler, Kanada
- 2003 –  Deer Valley, USA
- 2005 –  Ruka, Finlandia
- 2007 –  Madonna di Campiglio, Włochy
- 2009 –  Inawashiro, Japonia
- 2011 –  Deer Valley, USA
- 2013 –  Voss, Norwegia
- 2015 –  Kreischberg, Austria
- 2017 –  Sierra Nevada, Hiszpania
- 2019 –  Park City, USA
- 2021 –  Idre, Szwecja/ Ałmaty, Kazachstan/ Aspen, USA
- 2023 –  Bakuriani, Gruzja
- 2025 –  Engadyna, Szwajcaria
- 2027 –  Montafon, Austria
- 2029 –  Zhangjiakou, ChRL

## Klasyfikacja medalowa
Stan po mistrzostwach świata w 2025 r.
| Miejsce | Państwo                       |    |    |    | Razem |
| ------- | ----------------------------- | -- | -- | -- | ----- |
| 1.      | Kanada                        | 43 | 42 | 38 | 123   |
| 2.      | Stany Zjednoczone             | 39 | 39 | 40 | 118   |
| 3.      | Francja                       | 28 | 21 | 22 | 71    |
| 4.      | Szwajcaria                    | 18 | 17 | 14 | 49    |
| 5.      | Chiny                         | 11 | 8  | 7  | 26    |
| 6.      | Australia                     | 8  | 9  | 11 | 28    |
| 7.      | Norwegia                      | 8  | 8  | 5  | 21    |
| 8.      | Rosja                         | 7  | 5  | 4  | 16    |
| 9.      | Szwecja                       | 6  | 10 | 10 | 26    |
| 10.     | Japonia                       | 6  | 7  | 8  | 21    |
| 11.     | Niemcy                        | 4  | 5  | 7  | 16    |
| 12.     | Rosyjska Federacja Narciarska | 4  | 2  | 3  | 9     |
| 13.     | Austria                       | 3  | 7  | 6  | 16    |
| 14.     | Finlandia                     | 3  | 7  | 5  | 15    |
| 15.     | Nowa Zelandia                 | 3  | 1  | 0  | 4     |
| 16.     | Białoruś                      | 2  | 4  | 4  | 10    |
| 16.     | Wielka Brytania               | 2  | 4  | 4  | 10    |
| 18.     | Włochy                        | 2  | 2  | 5  | 9     |
| 19.     | Czechy                        | 2  | 2  | 1  | 5     |
| 20.     | Kazachstan                    | 1  | 2  | 4  | 7     |
| 21.     | Estonia                       | 1  | 0  | 0  | 1     |
| 21.     | Słowenia                      | 1  | 0  | 0  | 1     |
| 21.     | Uzbekistan                    | 1  | 0  | 0  | 1     |
| 21.     | ZSRR                          | 1  | 0  | 0  | 1     |
| 25.     | Ukraina                       | 0  | 2  | 3  | 5     |
| 26.     | Hiszpania                     | 0  | 0  | 1  | 1     |
| 26.     | Korea Południowa              | 0  | 0  | 1  | 1     |
| 26.     | Słowacja                      | 0  | 0  | 1  | 1     |